# Dark New Day
Dark New Day é um supergrupo estadounidense de hard rock, formado em 2004, com Brett Hestla do Virgos Merlot, Troy McLawhorn do DoubleDrive, Clint Lowery do Sevendust, Corey Lowery do Stereomud e Stuck Mojo, e Will Hunt do Skrape. Seu primeiro álbum, Twelve Year Silence, foi lançado em 2005, seguido do EP Black Porch (Acoustic Sessions) em 2006. Apesar de não estarem em atividade, o Dark New Day lançou seu segundo álbum, intitulado New Tradition, em 2012. Em 19 de fevereiro de 2013, a banda lançou seu terceiro álbum, intitulado Hail Mary.

## História

### Formação eTwelve Year Silence(2004–05)
O grupo foi formado inicialmente sob o nome de Dark Blue, no final de 2004, pelos amigos de infância Brett Hestla do Virgos Merlot, Troy McLawhorn do DoubleDrive, Clint Lowery do Sevendust e seu irmão Corey Lowery do Stereomud, Stuck Mojo, e Will Hunt do Skrape. Após assinar contrato com a Warner Bros. Records, eles começaram a gravar seu primeiro álbum com o produtor Ben Grosse, cujas produções anteriores incluiam Filter, Fuel, Sevendust e Alter Bridge. Foi anunciado que sua primeira apresentação seria no Wills Pub, em Orlando, Florida,  entretanto a banda anunciou em um fórum online que eles nunca haviam dito que fariam esse show, e eles tinham outros compromissos que os impediam de se apresentar nessa data. Em 29 de janeiro, foi anunciado que o grupo mudaria o nome de Dark Blue para Dark New Day, nenhuma razão foi dada para a mudança. O grupo deu o nome de Twelve Year Silence ao seu primeiro álbum e postou as músicas Taking Me Alive, Lean e Heal In Time, no seu Myspace. O grupo selecionou Brother como primeiro single do álbum, que ficou em 7º lugar no US Mainstream Rock chart, e anunciou uma turnê, em que seria banda de abertura do Chevelle. A música Taking Me Alive foi incluída na trilha sonora do filme de 2005, A Casa de Cera, lançada em 3 de maio pela Maverick Records. O grupo anunciou mais apresentações para julho até setembro, com o Seether e o Crossfade, assim como alguns shows solo.
Twelve Year Silence foi lançado em 14 de junho, ficando em 103º lugar na Billboard 200, vendendo mais 12,000 cópias na primeira semana. O segundo single do álbum, Pieces, que ficou em 28º lugar no ‘’US Mainstream Rock chart’’, foi incluído na coletânea Best of the Taste of Chaos.

### Black Porch (Acoustic Sessions)EP (2006)
Em abril de 2006, o baterista Will se juntou temporariamente ao Mötley Crüe para algumas apresentações no Canadá, substituindo Tommy Lee, que estava machucado. O Dark New Day também anunciou o lançamento de um EP acústico no verão, que incluiria duas novas músicas, e que começariam a trabalhar no segundo álbum. Eles fizeram dois shows em maio, em Jackson, Mississippi e Orlando, Florida. A música Follow the Sun Down foi escolhida como primeiro single do segundo álbum, intitulado Black Porch (Acoustic Sessions) e convidou fãs para participar da gravação do clipe. O EP foi lançado digitalmente em 5 de setembro, mas não havia planos de se lançar um cd. Em dezembro, o guitarrista Clint Lowery disse que a banda estava “procurando por produtores para colaborarem com eles”, após trabalhar em um material novo, e deveriam começar a gravar em janeiro de 2007.

### Segundo álbum e mudança de formação (2007–08)
Em janeiro de 2007, foi anunciado que Will entraria em turnê como parte da banda de apoio de Vince Neil na Austrália, em março/abril; e em fevereiro, Clint Lowery foi recrutado como guitarrista na turnê do Korn. O grupo disse que eles continuariam apesar do envolvimento de Clint com o Korn, que eles apoiavam, e planejavam entrar em estúdio em 26 de março. Em 17 de maio de 2007, foi anunciado que Troy e Will se juntariam temporariamente ao Evanescence em turnê. A vocalista do Evanescence, Amy Lee, disse: "Estamos apenas pegando Will e Troy emprestados por um tempo” e que eles não deixariam o Dark New Day. Havia rumores de que o grupo estaria prestes a se desfazer, devido ao envolvimento de Will e Troy com o Evanescence, entretanto o guitarrista Clint desmentiu esses rumores dizendo:
| “ | 'Como vocês já devem saber, Will e Troy vão fazer shows com o Evanescence. E vocês souberam que vou fazer shows com o Korn esse ano. Estou aqui para dizer que o Dark New Day sobreviverá. Nós gravamos um material ótimo recentemente com Dave Bendeth. Todos estaremos livres em setembro, depois do Family Values, e gravaremos nosso disco nessa época. O ótimo é que eu, Troy e Will estaremos longe, mas continuaremos a escrever para o novo álbum.' | ” |

Em 25 de junho, uma nova música intitulada Hail Mary foi postada no Myspace. Em setembro de 2007, Clint postou na página do Myspace do New Day dizendo que a banda havia retornado ao estúdio para gravar o álbum seguinte com o produtor Dave Bendeth. A mixagem começou em novembro, e o álbum foi completado em dezembro. A banda confirmou alguns títulos de músicas que apareceriam no álbum, como Simple, Hail Mary, Fiend, Outside and Vicious Thinking. Em março de 2008, o grupo postou uma das faixas inéditas no Myspace, intitulada Goodbye, entretanto alguns dias depois foi anunciado que Clint havia voltado à sua banda antiga, Sevendust, apesar de ele ainda esperar que o novo álbum saia logo. Em abril, o baterista Will disse que a Warner Bros. havia decidido lançar o álbum, mas ainda não havia uma data. Em maio, o guitarrista Troy se tornou o segundo membro a sair. O grupo anunciou a adição do guitarrista B.C. Kochmit do Switched, quem Will descreveu como “a perfeita combinação de Troy e Clint”, e o vocalista Brett também assumiu a guitarra. Eles também anunciaram que lançariam uma série de Faixas Demo digitalmente, em antecipação para o novo álbum. Duas músicas foram postadas na página do Myspace da banda, Fiend (Version 1) e I Don't Need You. Em 28 de julho, três músicas foram adicionadas ao Myspace, Anywhere, Simple e Vicious Thinking, assim como outras versões de Fiend, Goodbye e Hail Mary. Eles anunciaram um show no Three Bears Café em Marietta, Georgia, em 6 de setembro. Durante o show, o guitarrista Clint se juntou a eles no palco, após o show do Sevedust ser cancelado devido à tempestade tropical Hannah.

### Projetos paralelos (2009–11)
Em fevereiro de 2009, Clint atualizou os fãs, já que “não havia tido nenhuma notícia oficial” do grupo em algum tempo, ele disse que era improvável que o álbum fosse ter um lançamento oficial, mas iria ver se havia uma chance de o álbum ficar disponível no iTunes. Apesar disso, ele disse que o future da banda “não parece bem”.
Em junho de 2009, foi anunciado que os integrantes Corey e B.C. do Dark New Day haviam formado um novo grupo, chamado “Violent Plan”, com o vocalista Donnie Hamby do DoubleDrive, e o baterista Dan Richardson do Pro-Pain, Crumbsuckers, Life of Agony e Stereomud,  e haviam feito um cd demo com nove músicas. Entretanto, esse grupo não durou muito e em novembro eles se separaram.
Em novembro foi anunciado, além do fim do “Violent Plan”, que Corey e B.C. haviam formado outro grupo, chamado Eye Empire, em outubro, com Donald Carpenter, ex-integrante do Submersed. A formação do grupo foi finalizada com a adição do baterista Garrett Whitlock, também ex-integrante do Submersed, e de Dixie Duncan na guitarra. O novo grupo postou faixas demo no Myspace official myspace e entraram em turnê com o Sevendust.
Em fevereiro de 2010, foi anunciado que o baterista Will, na época com o Evanescence, juntar-se-ia ao Black Label Society para gravar seu novo álbum e também para tocar na turnê. Em junho de 2010, Will estava como integrante permanente do Crossfade, e gravou um álbum com eles, We All Bleed, que foi lançado em abril de 2011, pela Eleven Seven Music.
Apesar do álbum não ter sido lançado oficialmente, foi lançado pelo torrent e em blogs, sob o título de “Vicious Thinking”.
Em 1º de setembro, pelo Twitter, o guitarrista Clint do Dark New Day postou “Legal, dois novos discos completos do DND logo ficarão disponíveis no iTunes e em outras lojas online. Um material muito legal que não havia sido lançado. Fiquem atentos!” Isso foi seguido de outra mensagem de Clint um dia depois: “A propósito, os álbuns ‘Hail Mary’ e ‘B-sides’ ficarão disponíveis próxima semana no iTunes, se tudo der certo. Já não era sem tempo.” Os álbuns 'Hail Mary' e 'B-Sides' do Dark New Day foram lançados digitalmente no iTunes e no Amazon, mas atualmente já foram removidos.

### New Tradition(2012–presente)
Em 6 de janeiro de 2012, a banda anunciou que seu novo disco, intitulado ‘’New Tradition’’, seria lançado em 28 de fevereiro. O primeiro single, também intitulado ‘’New Tradition’’ foi enviado às rádios no mesmo dia. Clint disse: “Estamos muito animados pelo novo lançamento do Dark New Day. Parece que essa é a hora certa de tornar essas músicas públicas, e dividi-las com os fãs que continuam a apoiar esse projeto. Acreditamos que nossas músicas ainda são válidas e poderosas hoje em dia, e achamos que é imprescindível que demos uma chance para essas músicas se mostrarem ao mundo. Devemos isso a nós mesmos e aos fãs do Dark New Day. O ‘New Tradition’ resume o que se passava pelas nossas mentes quando estávamos escrevendo o sucessor de ‘Twelve Year Silence’.” Várias das faixas do ‘New Tradition’ haviam sido anteriormente lançadas nos álbuns ‘B-Sides’ e ‘Hail Mary’. Brett disse sobre o álbum:
| “ | 'A ilusão desse disco é que é um disco novo. A verdade é que essas são demos que fizemos para o segundo álbum, que era para ter sido lançado em 2006 ou 2007, então tínhamos essas músicas guardadas, e tentamos lançá-las de diversas maneiras. Perdemos nosso contrato com a ‘’Warner Brothers’’ porque as pessoas que nos contrataram não trabalhavam mais lá, então o álbum lá era como uma criança sem um lar... Agora temos condição de lançar o álbum, e é incrível como as músicas aguentaram o teste do tempo. Sinto que elas soam atuais e novas-em–folha, e é quase como se estivéssemos à frente do nosso tempo quando as gravamos, e pode ter sido uma bênção ter demorado um pouco para sair. Nunca se sabe como essas coisas acontecem. Estou animado para as pessoas ouvirem as músicas. ' | ” |

A banda também liberou uma faixa bônus, ‘’Rising Sun’’, para os fãs que compraram o álbum antes do dia 6 de março.

### Hail Mary(2013)
Após 6 anos de espera, e em 2011 ter tido um lançamento digital com uma ordem alternativa das faixas, o Dark New Day lançou seu álbum ‘’Hail Mary’’, em fevereiro de 2013.

## Integrantes
| Integrantes atuais - Brett Hestla – vocal (2004–presente) guitarra base (2008–presente) - B.C. Kochmit – guitarra, segunda voz (2008–presente) - Corey Lowery – baixo, segunda voz (2004–presente) - Will Hunt – bateria, segunda voz (2004–presente) | Ex-integrantes - Clint Lowery – guitarra solo, vocal (2004–2008) - Troy McLawhorn – guitarra base, segunda voz(2004–2008) |

## Discografia
Álbuns de estúdio
- Twelve Year Silence (14 de junho de 2005)
- New Tradition (28 de fevereiro de 2012)
- Hail Mary (19 de fevereiro de 2013)

EPs
- Black Porch (Acoustic Sessions) (5 de setembro de 2006)

## Singles
| Ano  | Título                | Posições nas paradas | Álbum               |
| Ano  | Título                | US Main. Rock        | Álbum               |
| ---- | --------------------- | -------------------- | ------------------- |
| 2005 | "Brother"             | 7                    | Twelve Year Silence |
| 2005 | "Pieces"              | 28                   | Twelve Year Silence |
| 2006 | "Follow the Sun Down" | —                    | Black Porch (EP)    |
| 2011 | "New Tradition"       | —                    | New Tradition       |
| 2013 | "Goodbye"             | —                    | Hail Mary           |